# Porhoët
Pour les articles homonymes, voir Porhoët (homonymie).
Le Porhoët [pɔʁwɛt] est un pays historique au centre de la Bretagne, correspondant initialement au pagus trans sylvam (« d'Outre-Forêt » ou Porhoët), autour de Mûr-de-Bretagne, qui était un pagus, c'est-à-dire une subdivision administrative de la Domnonée, situé de part et d'autre de l'Oust, affluent de rive droite de la Vilaine.

## Étymologie
Le Porhoët est attesté sous les formes Poutrecoet en 833, pagus Trocoet vers 854, Poutrocoet en 859, pagus trans sylvam en 868.
Les mentions anciennes en latin sous la forme pagus correspondent à celles en Pou- et les comparaisons entre les différents toponymes en Pou- > Pou-, Po- comme le Clos Poulet (Ille-et-Vilaine, Poëlet au XIe siècle) et le Poher (Finistère, Poucaer en 840, pagum Civitalis au VIIe – IXe siècle incitent à voir dans le breton pou un produit du latin pagus,.
La seconde partie Trocoet de la forme de 854 se décompose en deux éléments, à savoir les termes d'ancien breton tro « autour, alentours » (breton actuel : tro) et coat, coet « bois, forêt » (breton actuel, écriture peurunvan : koad), d'où le sens global de « pays entouré par la forêt ». Il existe une hypothèse pou-tre-coet « pays au travers de la forêt ou « pays d'outre forêt », dans laquelle tre est censé traduire le latin trans de la forme latinisée pagus trans sylvam de 868,[réf. incomplète]. il s'agissait alors d'un immense massif forestier faisant office d'obstacle naturel,[réf. incomplète], cependant les formes les plus anciennes donnent tro et non pas tre. Poutrocoet a été réduit à Porhoet par coalescence.
En raison de cette origine, ce mot a servi à désigner :
- le doyenné de Porhoët, dans le diocèse de Vannes, lequel comprenait 46 paroisses ou trèves[Note 1] ;
- l'archidiaconé de Porhoët, dans le diocèse de Saint-Malo ;
- une partie de l'archidiaconé de Penthièvre[6].

## Géographie
Le Poutrocoët était une vaste région de la Bretagne centrale, occupant toute la zone allant d'est en ouest de Montfort-sur-Meu à Rostrenen, sur une longueur de 100 à 120 kilomètres, et, du nord au sud, de Corlay à Camors sur une largeur d'une cinquantaine de kilomètres.
Paul Vidal de la Blache le décrit ainsi en 1903 :

« Sur les grès stériles du Massif de Paimpont, et au-delà jusqu'à Loudéac, Quintin, Lanouée, s'étend une région d'aspect forestier, encore à demi boisée (...). C'était la forêt centrale, la Brocéliande légendaire des romans de la Table Ronde . Tout le pays, comme l'indique son nom de Poutrecoët ou  Porhoët, était réputé forêt : marches solitaires, livrées avec guerres et aventures ; région politiquement neutre, et dont la population, assurément rare, vivait chichement de culture pastorale et du produit des bois ». »

## Histoire
Le Poutrocoët était un pagus du début du Moyen Âge en Bretagne. Le Poutrocoët faisait à l'origine partie du premier royaume breton de Domnonée. Elle était beaucoup plus grande que les autres pagi , et n'était peut-être qu'"une vaste région qui avait échappé à la division primitive en pagi". Il était peu peuplé et fortement boisé, et est donc parfois associé à Brocéliande et à l'Argoat. Le Poutrocoët fut aussi un temps un diocèse. Jusque dans les années 860, les évêques dont le siège était à Aleth s'intitulaient généralement episcopus in Poutrocoet ou episcopus in pago trans silvam , parfois episcopus in Aleta civitate (évêque dans la civitas d'Aleth"). Dans les années 860, ils ont commencé à être appelés "évêques du siège". de Saint-Malo" ( episcopus super episcopatum sancti Machutis ). Vers l'an 1000, le Porhoët était une vicomté. La vicomté puis comté de Porhoët apparaît au XIe siècle regroupant plus de 140 paroisses et couvrant près de 4.000 km².